# Text und Konversation
Text und Konversation ist eine Theorie im Bereich der Organisationskommunikation, die veranschaulicht, wie Kommunikation eine Organisation ausmacht. In der einfachsten Erklärung der Theorie wird eine Organisation durch Kommunikation geschaffen und definiert. Die Kommunikation „ist“ die Organisation und die Organisation existiert, weil Kommunikation stattfindet. Die Theorie basiert auf der Vorstellung, dass eine Organisation nicht als physische Einheit angesehen wird, die Kommunikation beinhaltet. Die Theorie von Text und Konversation setzt Kommunikationsprozesse ins Zentrum der organisationalen Kommunikation und postuliert, dass eine Organisation Kommunikation nicht als „kausalen Einfluss“ enthält, sondern durch die Kommunikation innerhalb der Organisation geformt wird. Diese Theorie ist nicht für die direkte Anwendung gedacht, sondern vielmehr, um zu erklären, wie Kommunikation existiert. Die Theorie bietet einen konzeptionellen Rahmen für ein besseres Verständnis der organisationalen Kommunikation.
Da die Grundlage von Organisationen in der Kommunikation liegt, kann eine Organisation ohne Kommunikation nicht existieren, und die Organisation wird als das Ergebnis von Kommunikation definiert, die innerhalb ihres Kontextes stattfindet. Die Kommunikation beginnt mit Individuen innerhalb der Organisation, die Überzeugungen, Ziele, Strukturen, Pläne und Beziehungen diskutieren. Diese Kommunikatoren erreichen dies durch ständige Entwicklung, Übermittlung und Übersetzung von „Text und Konversation“. Die Theorie schlägt vor, dass Mechanismen der Kommunikation „Text und Konversation“ sind.

## Definitionen
Die Grundlage dieser Theorie sind die Konzepte von Text und Gespräch. Text wird definiert als der Inhalt der Interaktion, oder das Gesagte in einer Interaktion. Text ist die Bedeutung, die Individuen durch eine face-to-face oder elektronische Kommunikationsweise zur Verfügung gestellt wird. Gespräch wird definiert als das, was sich verhaltensmäßig zwischen zwei oder mehr Teilnehmern im Kommunikationsprozess abspielt. Gespräch ist der Austausch oder die Interaktion selbst.
Der Prozess des Austauschs von Text und Gespräch ist reziprok: Text benötigt Gespräch und umgekehrt, damit der Kommunikationsprozess stattfinden kann. Text oder Inhalt muss Kontext haben, um effektiv zu sein, und ein Gespräch oder Diskurs muss einen Anfang, einen Mittelteil und ein Ende haben. Individuen schaffen den Anfang, den Mittelteil und das Ende, indem sie Interpunktionszeichen, Klammerung oder Einrahmung verwenden. Wenn Gespräch mit Text oder Bedeutung gekoppelt wird, findet Kommunikation statt. Taylor beschreibt diesen Prozess als einen Übersetzungsprozess: Übersetzung von Text in Gespräch und Übersetzung von Gespräch in Text.
- „Text“ = Inhalt und Bedeutung
- „Gespräch“ = Diskurs und Austausch

## Theoretiker
James R. Taylor (1928–2022) führte 1996 zusammen mit François Cooren, Giroux und Robichaud die Text- und Konversationstheorie ein und erforschte sie dann weiter im Jahr 1999. Taylor griff dabei auf die Arbeit des Soziologen und Pädagogen John Dewey zurück, der eine pragmatische Sichtweise vertrat, wonach die Gesellschaft nicht „durch“, sondern „in“ der Kommunikation existiert. Taylor folgte demselben Prinzip und stellte die Kommunikation als das Wesentliche einer Organisation dar.
Unter Bezugnahme auf Forschungsergebnisse aus den Bereichen der Industrie- und Organisationspsychologie (Karl E. Weick), der Ethnomethodologie (Harold Garfinkel), der Deirdre Boden, der Phänomenologie (Alfred Schütz) und des kollektiven Denkens (Edwin Hutchins) entwickelte Taylor die ursprüngliche Text- und Konversationstheorie. Diese Denkrichtung ist als „Montreal School“ der Organisationskommunikation bekannt geworden, manchmal auch als TMS bezeichnet, und wurde von Autoren wie Haridimos Tsoukas, Linda Putman und Karl E. Weick als eigenständige Theorie anerkannt.
Taylor sagte: „…Organisation entsteht in der Kommunikation, die den Mitgliedern nicht nur den Ort ihres Erscheinens bietet, sondern auch die Oberfläche, auf der die Mitglieder die Bedeutung der Organisation für sie lesen.“ Taylor argumentiert, dass die Kommunikation der „Ort und das Entstehen der Organisation“ ist.

## Grundlegende Theorien

### Strukturierungstheorie
Strukturationstheorie identifiziert die Theorie von Text und Konversation, die aus diesem Kommunikationskonstrukt entwickelt wurde. Vorgeschlagen von Anthony Giddens (1984) in seinem Werk „Die Konstitution der Gesellschaft“, hat die Strukturierungstheorie ihren Ursprung in der Disziplin der Soziologie. Giddens’ Theorie wurde auf das Gebiet der Kommunikation, insbesondere der Organisationskommunikation, übertragen. Es wird untersucht, wie und warum strukturelle Veränderungen möglich sind und wie die Dualität formaler und informaler Kommunikation besteht.
Diese Theorie basiert auf den Konzepten von Struktur und Handeln. Struktur wird definiert als Regeln und Ressourcen einer Organisation; Handeln ist der freie Wille, sich anders zu entscheiden als durch die Struktur vorgegeben.
- Struktur: Regeln und Ressourcen, der Grund, warum wir Dinge tun, basierend auf der Struktur, wie wir aufgewachsen sind (Kultur, soziologisch und physiologisch). Giddens (1984) erklärt diese Regeln als Rezepte oder Verfahren zur Erledigung von Aufgaben innerhalb einer Organisation. Ressourcen haben zwei Unterkategorien: allokativ und autoritativ, die genutzt werden können, um gewünschte Ergebnisse zu erzielen. Allokative Ressourcen sind quantitative Ressourcen, während autoritative Ressourcen qualitative sind.
- Handeln: ist der freie Wille, sich anders zu entscheiden. Handeln ist der Grund, warum Menschen Dinge tun, weil sie eine Wahl haben[3] Dabei geht es darum, wie Individuen Handlungen internalisieren und Entscheidungen treffen, anstatt Entscheidungen aufgrund der vorgegebenen Struktur zu treffen. Struktur basiert auf der formellen Organisation und anerkannten Richtlinien. Handeln ist informelle Kommunikation und individuell geprägt.
- Dualismus gegenseitig ausschließende Antwort (d. h., entweder/oder)
- Dualität: gegenseitig konstitutive Antwort (d. h., sowohl/als auch)
- Strukturierung: Die Gesellschaft selbst befindet sich in einer Dualität der Struktur, in der die Handlungen des Handelns zu Strukturen werden, die im Laufe der Zeit Möglichkeiten für die Umsetzung von Handlungen schaffen.
- Eine andere Möglichkeit, es zu erklären, ist, dass Struktur der Kontext ist.

Die Strukturierungstheorie identifiziert Struktur und Handeln als koexistierend. Formale Regeln und Ressourcen beeinflussen informelle Kommunikation und Diskurs. Diese Dualität und Koexistenz gewährleisten eine zyklische Natur zwischen Struktur und Handeln, wobei es eine Ursache und Wirkung gibt: Neue Struktur und Handeln entstehen aus den kausalen Beziehungen vorheriger Struktur- und Handlungsentscheidungen. Das Konzept, die Strukturierung zu verstehen, besteht darin, die Dualität der Struktur zu verstehen. Die Ähnlichkeit zwischen Giddens’ Theorie und der Theorie von Text und Konversation besteht in einer wechselseitigen und kausalen Beziehung der Kommunikation. Der Hauptunterschied zwischen den beiden besteht darin, dass die Strukturierungstheorie erklärt, wie die Kommunikation die Organisation, den Text und die Konversation durch Struktur und Handeln beeinflusst. Giddens’ Konzept der Strukturierung erklärt, wie sich wechselseitige kausale Beziehungen zum Wesen einer Organisation konstituieren. Dieses Konzept veranschaulicht, wie die Kommunikation innerhalb einer Organisation von der Übersetzung von Bedeutung abhängt.

### Konversationstheorie
Die „Konversationstheorie“, die in den 1970er Jahren von Gordon Pask vorgeschlagen wurde, identifiziert einen Rahmen, um zu erklären, wie wissenschaftliche Theorie und Interaktionen die „Konstruktion von Wissen“ formulieren.
Die Konversationstheorie basiert auf der Idee, dass soziales Systeme symbolisch und sprachorientiert sind. Darüber hinaus basieren diese Systeme auf Reaktionen und Interpretationen, und die individuell interpretierte Bedeutung erfolgt über Kommunikation.
Diese Theorie basiert auf der Interaktion zwischen zwei oder mehr Personen mit unterschiedlichen Perspektiven. Die Bedeutung unterschiedlicher Perspektiven liegt darin, dass sie einen eigenständigen Standpunkt ermöglichen: Sie ermöglichen es, zu untersuchen, wie Menschen Unterschiede identifizieren und Bedeutung verstehen. Darüber hinaus schaffen diese Unterschiede gemeinsame und konsensuale Interaktions- und Kommunikationsbereiche, wie in der Struktur-Organisation-Prozess diskutiert.
Eine weitere Idee der Konversationstheorie ist, dass Lernen durch den Austausch von Themen stattfindet, was dazu beiträgt, Wissen explizit zu machen. Damit dies geschehen kann, hat Pask drei Ebenen der Konversation organisiert, nach:
- „Natürliche Sprache“: allgemeine Diskussion
- „Objektsprachen“: zur Diskussion des Themas
- „Metasprachen“: zur Besprechung von Lernen/Sprache

Zusätzlich schlug Pask zur Förderung des Lernens zwei Arten von Lernstrategien vor.
- „Serialisten“: Fortschritt durch eine Struktur auf sequentielle Weise
- „Holisten“: suchen nach höheren Beziehungen

Letztendlich stellte Pask fest, dass vielseitige Lernende keine der beiden Herangehensweisen bevorzugen. Vielmehr verstehen sie, wie beide Ansätze in die Struktur des Lernens integriert sind. Die Ähnlichkeiten zwischen Konversationstheorie und Text- und Konversationstheorie liegen darin, dass beide Theorien den grundlegenden Aspekten der Bedeutung gewidmet sind. Insbesondere wie und warum Bedeutung zwischen Individuen etabliert und interpretiert wird. Der Unterschied zwischen den beiden Theorien besteht jedoch darin, dass die Konversationstheorie sich speziell auf die Dynamik von zwei Personen konzentriert. Text- und Konversationstheorie wird in der Regel auf mindestens zwei Personen angewendet. Die Konversationstheorie betont den Konstruktionsaspekt des Wissens der Bedeutung und die Beziehung von Ursache und Wirkung, die sich als Ergebnis des selbstgesteuerten Lernens aus der Kommunikation ergibt, basierend auf der Bedeutung.

## Faktoren

### Bedeutung
„Meaning-Management“ bezeichnet die Kontrolle des „Kontexts“ und der „Botschaft“, um einen gewünschten Kommunikationseffekt zu erzielen. Laut Fairhurst sind Führungskräfte Veränderungsagenten. Führungskräfte definieren den Wert der Organisation und gestalten die Kommunikation durch die Implementierung einzigartiger organisatorischer Kommunikationsansätze. Innerhalb einer Organisation legen Führungskräfte und Manager den Rahmen für die Kommunikation fest, was dabei hilft, Bedeutung zu managen. „Führungskräfte“ stellen Informationen für Anhänger bereit, wie die Mission, Vision und Werte der Organisation sowie deren kollektive Identität. Im Gegensatz zu Führungskräften sind „Manager“ für die alltägliche Problemlösung verantwortlich. Ihre Kern-Aufgaben im Rahmen des Framings bestehen darin, Probleme zu lösen und andere zur Lösungsfindung anzuregen.
Individuen können unabhängig von ihrer Position Autorität die Bedeutung managen. Meaning-Management besteht darin, mit einem bestimmten Ziel zu kommunizieren, indem der Kontext und die Botschaft kontrolliert werden. Personen, die Meaning-Management nutzen, kommunizieren und gestalten die Bedeutung, indem sie die Kraft des Framings einsetzen.

### Kultur
„Kultur“ ist eine einzigartige Sammlung von Verhaltensweisen, einschließlich Sprache, Glauben und Bräuchen, die durch das Aufwachsen in soziale Gruppen oder durch den Beitritt zu einer bestimmten Gruppe im Laufe der Zeit erlernt werden. Kultur definiert den Kontext und ist die soziale Gesamtheit, die Verhalten, Wissen, Überzeugungen und soziales Lernen definiert. Es handelt sich um einen Satz gemeinsamer Werte, der eine bestimmte Organisation charakterisiert. Fairhurst identifiziert Kultur als definitionsgemäß Ereignisse, Menschen, Objekte und Konzepte.
Darüber hinaus definiert Kultur soziale Interaktionen und wie Individuen und Gruppen Kontext interpretieren und anwenden. Organisationen mit einer guten Kommunikationsgrundlage sind in der Lage, kulturelle Diskurse von Individuen zu interpretieren und zu unterscheiden sowie diese Diskurse kreativ zu kombinieren und einzuschränken. Sie definiert die ideologische Grundlage für Menschen und legt den Rahmen dafür fest, wie sie beobachtet und beschrieben werden können, jedoch nicht kontrolliert werden können. Sie wird von der Gruppe oder dem Einzelnen definiert, die spezifische Verhaltensmuster, Wissen oder Überzeugungen akzeptieren. Individuen können im Laufe der Zeit Kultur formen und Veränderungen bewirken, solange sie sich über spezifische Einstellungen und Verhaltensweisen im Klaren sind, die gewünscht sind. Wie von Weick und Sutcliffe (2007) diskutiert, kann Kultur durch Symbole, Werte und Inhalte verändert werden – Organisationen formen Kultur. Eine Unternehmenskultur entsteht aus einer Reihe von Erwartungen, die für Menschen wichtig sind, von Dingen wie Inklusion, Exklusion, Lob, positiven Gefühlen, soziale Unterstützung, Isolation, Fürsorge, Gleichgültigkeit, Aufregung und Ärger. Individuen werden von der Kultur einer Organisation geprägt. Eine Organisation hat jedoch ihre eigene Kultur. Gemäß Martin (1985) können innerhalb dieser organisatorischen Kultur drei Formen von Kultur entstehen: Integration, Differenzierung und Fragmentierung.
- „Integration“ (Menschen zusammenbringen)
- „Differenzierung“ (Akt oder Prozess, durch den Menschen eine spezialisiertere Funktion entwickeln)
- „Fragmentierung“ (Prozess des Zerbrechens oder Zerbrochenwerdens in kleinere Teile)

Bei Integration teilen alle Organisationsmitglieder kontinuierlich Werte und Annahmen über die Arbeit. Als Ergebnis teilen die Mitglieder der Organisation einzigartige organisationsspezifische Erfahrungen und somit eine einzigartige Kultur.
Wenn Differenzierung auftritt, sind Kulturen nicht einheitlich. Untergruppen teilen kontinuierlich Werte und Annahmen über die Arbeit. Die Mitglieder neigen dazu, in verschiedenen Bereichen, unterschiedlichen Projekten und auf verschiedenen Hierarchieebenen zu arbeiten.
Kulturen sind oft mehrdeutig, wenn Fragmentierung auftritt. Individuen sind mit einigen Mitgliedern verbunden und mit anderen getrennt. Dies führt zu uneinheitlich geteilten Werten und Annahmen über die Organisation. Dadurch werden Freundschaften/Romantik sowie Feindschaft/Konkurrenzbeziehungen in den Untergruppen einer Organisation durchkreuzt.

### Struktur
Personen, die die Struktur und das Innenleben ihrer Organisationen verstehen, können ihr Wissen nutzen, um Kommunikationsziele zu erreichen. Ebenso können Organisationen auch ihre hierarchischen Strukturen nutzen, um gezielte Ergebnisse zu erzielen.
Es gibt zwei Arten von Strukturen innerhalb einer Organisation.
- „Hierarchisch“ (formale hierarchische Struktur, typischer Fluss-/Pyramiden-Chart)
- „Netzwerk“ (informelle Struktur, basierend auf Beziehungen, Ansprechpartnern, Fachexperten)

Goldsmith und Katzenback (2008) erklärten, dass Organisationen die informelle Organisation verstehen müssen. Zum Beispiel ist es für Manager wichtig, Anzeichen von Schwierigkeiten zu erkennen, um den Kontext zu gestalten, während sie versuchen, Bedeutung zu koordinieren und alltägliche Probleme zu lösen, unabhängig davon, ob sie Teil einer informellen oder formalen Struktur sind. Spezifische Auswirkungen auf das organisationales Lernen umfassen verbesserte Leistung, koordinierte Aktivität und Struktur, Arbeitsteilung und kollektive Zielsetzung.
Während eine formale Organisation visuell durch eine typische hierarchische Struktur dargestellt wird, zeigt sie visuell, wie formale Verantwortlichkeiten verteilt sind sowie die Aufgabenverteilung und den Informationsfluss. Im Gegensatz dazu verkörpert die informelle Organisation, wie Menschen durch soziale Beziehungen und Verbindungen oder Fachexperten zusammenarbeiten, die nicht im Organigramm dargestellt sind. Indem sie diese informelle Organisation nutzen, können Personen innerhalb der Organisation ihr soziales Netzwerk nutzen, um schneller auf den Entscheidungsprozess zuzugreifen und ihn zu beeinflussen, sowie eine übergreifende Zusammenarbeit zwischen den Strukturen herzustellen.
Darüber hinaus können Führungskräfte und Manager durch das Verständnis und die Nutzung beider Strukturen mehr über ihre Mitarbeiter erfahren. Das Interpretieren aller Formen der Kommunikation, verbal und visuell, ob als Vorgesetzter oder als Untergebener, ist von unschätzbarem Wert. Die hierarchischen und Netzwerkstrukturen ermöglichen es einer Organisation, Anzeichen von Problemen bei den Menschen zu erkennen, grundlegende Aufgaben der Rahmenbildung zu erfüllen und mit Achtsamkeit und Bedeutung kommunizieren zu können. Indem sie den Wert der Struktur einer Organisation freisetzen, können Führungskräfte und Manager dieses Wissen nutzen, um die Leistung zu steigern oder spezifische Ziele zu erreichen. Anzeichen von Problemen können emotional, verborgen, physisch oder offensichtlich sein.

### Wissen
Das Wissen über die Persönlichkeiten von Einzelpersonen, ihre Konfliktneigungen sowie ihre einzigartigen Umstände hilft einer Organisation dabei, ihre mentales Modell und ihren kulturellen Diskurs zu verstehen. Darüber hinaus sollte eine Organisation durch das Erkennen von Abweichungen und das Nichtübersehen von Details in der Lage sein, Anzeichen von Problemen im täglichen Betrieb und Management zu erkennen, sei es Betrug, mangelnde Wartungsstandards, sexuelle Belästigung oder sogar ein schlechtes Kommunikationsframework.
Das Verständnis und die Fähigkeit, Anzeichen von Problemen zu erkennen, ermöglichen es Managern, die Regeln der Realitätskonstruktion anzuwenden: den Kontext kontrollieren, die Situation definieren, Ethik anwenden, Unsicherheit interpretieren und die Reaktion gestalten, was zu einer strukturierten Art des Denkens führt.
Letztendlich trägt das Verständnis, wie eine Organisation funktioniert, zur Verbesserung der Kommunikation im Kollektiv bei. Darüber hinaus ermöglicht das Wissen darüber, wie Mitarbeiter und Beziehungen geformt werden und in welchem Kontext jede Person miteinander interagiert, das Gestalten ansteckender Emotionen.
Die grundlegenden Bausteine von Taylors Theorien sind die Beziehung von Text und Gespräch sowie der dafür erforderliche „zweistufige Übersetzungsprozess“.
- Übersetzung Eins: Vom Text zum Gespräch
- Übersetzung Zwei: Vom Gespräch zum Text

Im Anschluss an diesen Übersetzungsprozess wird der Text und das Gespräch auf die organisatorische Kommunikation übertragen. Wenn der Kontext bzw. der Text die Organisation definiert, sind fortlaufende Einführungen und die Bedeutung von entscheidender Bedeutung, um zu definieren, was mit dem Begriff Organisation gemeint ist.
Um dies genauer zu untersuchen, hat Taylor „sechs Grade der Trennung“ definiert, um die organisatorische Kommunikation zu verstehen:
- Erster Grad der Trennung: Die Absicht des Sprechers wird in Handlungen übersetzt und in das Gespräch eingebettet.
- Zweiter Grad der Trennung: Die Ereignisse des Gesprächs werden in eine narrative Darstellung übersetzt, um die Bedeutung des Austauschs zu verstehen.
- Dritter Grad der Trennung: Der Text wird auf einem dauerhaften oder halbdauerhaften Medium transkribiert (z. B. werden die Protokolle einer Besprechung schriftlich festgehalten).
- Vierter Grad der Trennung: Es wird eine spezialisierte Sprache entwickelt, um nachfolgende Texte und Gespräche zu fördern und zu lenken (z. B. entwickeln Juristen spezifische Kommunikationsweisen vor Gericht, miteinander und in Dokumenten).
- Fünfter Grad der Trennung: Die Texte und Gespräche werden in materielle und physische Rahmenbedingungen übertragen (z. B. Labore, Konferenzräume, Organigramme, Verfahrensanleitungen).
- Sechster Grad der Trennung: Die standardisierte Form wird einem breiteren Publikum zugänglich gemacht und verbreitet (z. B. Medienberichte und Darstellungen organisatorischer Formen und Praktiken).

## Auswirkungen
Diese Theorie verwendet die Interaktion von Text und Gespräch, um Netzwerke von Beziehungen zu konstruieren. Dadurch ermöglicht die Theorie ein tiefes Verständnis der persönlichen Kommunikation innerhalb einer Organisation. Darüber hinaus erklärt sie, wie diese Kommunikation tatsächlich die Organisation definiert, anstatt die Einzelpersonen innerhalb der Organisation. Taylors Theorie legt mehr Wert auf persönliche Kommunikation als auf Individuen. Die praktische Anwendung besteht darin, dass Kommunikationsverhalten bestimmen kann, wie wir eine Organisation wahrnehmen und was wir von ihr denken. Durch die Manipulation von Kommunikationsprozessen könnte nicht nur die Struktur verändert werden, sondern auch die gesamte Organisation. Ob dieser Wandel vorteilhaft oder negativ ist, hängt von der gewünschten Bedeutung oder dem Kontext und der Botschaft ab, die die Menschen innerhalb der Organisation austauschen und übersetzen möchten.
Taylor betont die Bedeutung und Auswirkungen des Dialogs, insbesondere in Bezug auf die Interaktion und Interpretation des Kontextes durch Menschen. Taylor erklärt in Heath et al. (2006), dass tugendhafte Argumentation ganze Diskussionen verkörpert. Darüber hinaus weist er darauf hin, dass der Dialog Probleme, die aus Debatten entstehen, nicht verhindern sollte. Seit 1993 ist Taylors Theorie Gegenstand von mehr als sechs Büchern zur organisationalen Kommunikation. Darüber hinaus werden Taylors Ideen als „Die Schule von Montreal“ der organisationalen Kommunikation bezeichnet Innerhalb des Kommunikationsbereichs wird TMS für seine Beiträge zur organisationalen Kommunikation sowie zu verwandten Disziplinen anerkannt. Bücher, die sich auf Text- und Gesprächstheorie konzentrieren, werden international verkauft. Eine der größten und einfachsten Beiträge, die diese Theorie dem akademischen Bereich der Kommunikation geliefert hat, besteht darin, die Identität einer Organisation beschreiben und charakterisieren zu können. Dadurch konnten die Menschen die Organisation besser verstehen und vollständig konstruieren.

## Schwäche
Gemäß Nonaka und Takeuchi (1995) befasst sich das organisationales Lernen mit der Untersuchung, wie Kollektive sich an ihre Umgebung anpassen oder eben nicht anpassen. Es nutzt implizites Wissen und explizites Wissen.
- „Implizites Wissen“: persönlich, kontextuell, subjektiv, implizit und unausgesprochen
- „Explizites Wissen“: kodifiziert, systematisch, formal, explizit und ausgesprochen

Letztendlich erreicht organisatorisches Lernen eine verbesserte Leistung, koordinierte Aktivität und Struktur sowie das Erreichen kollektiver Ziele durch Externalisierung und Internalisierung.
- „Externalisierung“: Schlüsselmitarbeiter dazu bringen, ihr implizites Wissen zum expliziten Wissen der Organisation zu machen, das geteilt werden kann
- „Internalisierung“: Das explizite Wissen der Organisation wird zum impliziten Wissen der Mitarbeiter

Text- und Konversationstheorie stellt hohe Anforderungen an die Organisation, Wissen zu artikulieren. Ob Wissen direkt von Individuen auf formaler oder informaler organisatorischer Struktur nach oben, unten oder horizontal übertragen wird, es besteht keine Garantie dafür, dass der Text den richtigen Kontext hat, um als Gespräch effektiv zu sein. Darüber hinaus werden Gesprächscodes davon beeinflusst, wie die Organisation sicherstellt, dass Wissensträger Informationen weitergeben und mit Zweck, Botschaft und Bedeutung kommunizieren.
Wie Informationen übermittelt werden, kann unklar sein und muss sich ständig neuen Herausforderungen anpassen. Einige dieser Herausforderungen oder Faktoren umfassen die Art und Weise, wie Individuen und eine Organisation Bedeutung, Kultur, Struktur und Wissen anpassen, um miteinander zu kommunizieren.
Letztendlich werden Menschen innerhalb der Organisation selbst auf Gruppen- und individueller Ebene von Vorurteilen beeinflusst.
„Probleme des Gruppenlernens“
- Verantwortlichkeitsbias: Glaube der Gruppenmitglieder, dass jemand anderes in der Gruppe die Arbeit erledigen wird
- „Soziale Erwünschtheit“: Gruppenmitglieder zögern, kritische Bewertungen abzugeben, aus Angst, ihr Ansehen oder ihren Beziehungsstatus zu verlieren

Hierarchischer Mum-Effekt: Untergebene zögern, negative Rückmeldungen zu geben, aus Angst, Vorgesetzte zu schädigen
- „Gruppendenken“: Versäumnis, Entscheidungsalternativen in Betracht zu ziehen

Identifikation/Abwehrmechanismus: stark identifizierte Gruppenmitglieder beginnen, ihre Identität mit ihrer Gruppenmitgliedschaft zu verbinden und weigern sich dann, die Gruppe als fehlerhaft zu betrachten, und sich selbst ebenfalls nicht
„Probleme des individuellen Lernens“
- „Bestätigungsfehler“: Individuen versuchen, ihre eigenen Ideen, Vermutungen und Überzeugungen zu bestätigen, anstatt nach widerlegenden Informationen zu suchen
- „Rückschaufehler“: Individuen neigen dazu, zu vergessen, wenn ihre Vorhersagen falsch sind
- „Attributionsfehler“: Individuen neigen dazu, die Mängel anderer ihrer Persönlichkeit zuzuschreiben, während sie ihre eigenen Mängel auf externe Kräfte zurückführen